# Кумаш, Себахат
Себаха́т Кума́ш (тур. Sebahat Kumaş; род. 12 мая 1989, Айдын) — турецкая актриса

 театра, кино и телевидения.

## Биография и карьера
Себахат Кумаш родилась 12 мая 1989 года в Айдыне (Турция), став второй дочерью в семье. Её старшая сестра — Севинч Кумаш (род. 1984), актриса. Детство она провела в Измире, куда её семья переехала из-за работы отца. Во время учёбы в средней школе Кумаш выступала в школьных театральных постановках. После окончания школы она переехала в Стамбул вместе со своей сестрой Севинч, где позже начала актёрскую карьеру. Кумаш окончила факультет фотографии и операторской работы Анатолийского университета и Школу драматического искусства Эколь, а также обучалась кулинарии в Анатолийском университете.
В 2009 году Кумаш сыграла роль медсестры в эпизоде телесериала «На задних рядах». После этого она сыграла роль Эсмы-хатун в двух сезонах телесериала «Великолепный век» (2011—2013). С 2013 по 2016 год играла роль Мелек Шамверди в телесериале «Чёрная роза».

## Фильмография
| Год       |   | Русское название       | Оригинальное название | Роль           |
| --------- | - | ---------------------- | --------------------- | -------------- |
| 2009      | с | Ветви Бахар            | Bahar Dalları         | секретарша     |
| 2009      | с | На задних рядах        | Arka Sıradakiler      | медсестра      |
| 2010      | с | Из Аданы               | Adanalı               | хозяйка        |
| 2010      | с | Учитель Кемаль         | Öğretmen Kemal        | студентка      |
| 2010      | с | Сделано в Турции       | Türk Malı             |                |
| 2011—2013 | с | Великолепный век       | Muhteşem Yüzyıl       | Эсма-хатун     |
| 2013—2016 | с | Чёрная роза            | Karagül               | Мелек Шамверди |
| 2016—2018 | с | Дениз в моём сердце    | Kalbimdeki Deniz      | Дияр Тюркджан  |
| 2020      | с | Феникс                 | Zümrüdüanka           | Сание Арсой    |
| 2022      | с | Любовь. Разум. Месть   | Aşk Mantık İntikam    | Рюя Гюрсой     |
| 2022      | ф | Сердечное письмо любви | Aşkın Gönül Yazısı    |                |